# August von Lerchenfeld
Graf August von Lerchenfeld (* 23. März 1784 in München; † 9. April 1831 in Wien) war ein bayerischer Kavallerieoffizier (zuletzt Oberst) und Ritter des Militär-Max-Joseph-Ordens.

## Leben
August Graf von Lerchenfeld-Brennberg wurde geboren am 23. März 1784 in München als ältester Sohn des Geheimen Rats, Kammerherrn, Generalleutnants und Kapitäns der Trabanten-Leibgarde Max Emanuel Graf von Lerchenfeld († 1792) aus dessen (zweiter) Ehe mit Franziska, geb. Freiin von Leoprechting auf Altrandsberg. Der Jurist Philipp Graf von Lerchenfeld, 1838–1840 Regierungspräsident von Unterfranken, war sein Bruder, ebenso der königliche Kämmerer und Münchner Stadtgerichtsdirektor Anton Joseph Graf von Lerchenfeld († 1840). Ein dritter Bruder, Graf Maximilian von Lerchenfeld, starb 1871 als Generalleutnant und Premierleutnant der Hartschiere.
Am 6. Juni 1799 zum Junker im Leibregiment ernannt und in diesem am 30. April 1800 zum Unterleutnant befördert, nahm er am Feldzug 1800 gegen Frankreich teil (Zweiter Koalitionskrieg). Mit Datum 27. Februar 1805 wurde er zum Oberleutnant im 2. Dragoner Regiment „Taxis“ (späteres 2. Chevaulegers-Regiment) befördert, tauschte aber noch am selben Tag diese Stelle gegen eine im 1. Dragoner-Regiment „Minucci“ (späteres 1. Chevaulegers-Regiment),  mit dem er den Feldzug 1805 gegen Österreich (Dritter Koalitionskrieg) und den 1806/07 gegen Preußen und Russland mitmachte (Vierter Koalitionskrieg). Für seine persönliche Tapferkeit bei einem Ausfall der preußischen Kavallerie aus der Festung Glatz am 23. Juni 1807 wurde er im Armeebefehl vom 15. April 1808 namentlich lobend erwähnt.
Am 22. Dezember 1808 zum Rittmeister im 1. Dragoner-Regiment befördert, kämpfte er mit diesem 1809 gegen Österreich und in Tirol. Hier führte er am 18. Juli 1809 bei Spatzenhausen eine erfolgreiche Kavallerieattacke, bei der er eine Kanone und eine Fahne erbeutete, die er im Auftrag des Kommandierenden Graf Arco persönlich nach München brachte (später im Armeemuseum). Zusätzlich zu dieser besonderen Auszeichnung wurde er im Armeebefehl vom 29. Juli 1809 belobt. Das am 1. Mai 1810 in München unter dem Vorsitz des Generalmajors Anton von Vieregg abgehaltene Ordenskapitel des Militär-Max-Joseph-Ordens sprach sich einstimmig für Lerchenfeld aus, der im Armeebefehl vom 22. Oktober 1810 wegen der Auszeichnung bei Spatzenhausen am 18. Juli 1809 als Ritter in den Militär-Max-Joseph-Orden aufgenommen wurde.
Mit Datum 15. April 1812 zum Major im 2. Chevaulegers-Regiment „Taxis“ befördert, machte er den Russlandfeldzug 1812 mit. Als in der Schlacht bei Borodino am 7. September sein Pferd unter ihm durch eine Kanonenkugel getötet wurde, erlitt er einen schweren Sturz, dessen Folgen schließlich 1825 zu seiner vorzeitigen Pensionierung wegen „Geisteskrankheit“ führen sollte.
Laut Armeebefehl vom 18. Mai 1813 erhielt Lerchenfeld den Orden der französischen Ehrenlegion. Auch im Feldzug 1813 und 1814 (Befreiungskriege) zeichnete sich Lerchenfeld wiederholt aus und wurde im Armeebefehl vom 18. April 1814 belobt und erhielt nach Armeebefehl vom 16. Juli desselben Jahres den russischen St.-Anna-Orden 2. Klasse. Am 22. Februar 1815 zum neu aufgestellten Garde-du-Corps-Regiment (späteres 1. Schwere-Reiter-Regiment) versetzt, machte er mit diesem – am 19. März 1815 zum Oberstleutnant befördert – den Feldzug 1815 gegen Frankreich mit. Am 4. April 1818 folgte er dem Fürsten Löwenstein als Oberstkommandant dieses Regimentes und wurde am 30. April 1818 zum Oberst befördert.
Im Mai 1825 wurde er mit Erstellung eines Entwurfes für die Vorschriften in den Waffenübungen der Kavallerie beauftragt, musste aber noch vor Beendigung dieser Arbeit am 15. Dezember 1825, nachdem sich sein Gesundheitszustand infolge des schweren Sturzes bei Borodino verschlimmert hatte, das Kommando an seinen Nachfolger Friedrich von Hertling übergeben und in den Ruhestand treten, letzteres unter dem ausdrücklichen Vorbehalt der Reaktivierung bei Wiedergenesung. Er starb am 9. April 1831 in Wien.